# Eupelmus cursor
Eupelmus cursor är en stekelart som beskrevs av Charles Thomas Brues 1907. Eupelmus cursor ingår i släktet Eupelmus och familjen hoppglanssteklar. Inga underarter finns listade i Catalogue of Life.